# Daniel Grabowski
Daniel Grabowski (ur. 24 stycznia 1982) – polski lekkoatleta, wieloboista, medalista mistrzostw Polski, reprezentant Polski.

## Kariera sportowa
Był zawodnikiem Warszawianki.
Na mistrzostwach Polski seniorów na otwartym stadionie zdobył dwa medale w dziesięcioboju: srebrny w 2005 i brązowy w 2000. 
Reprezentował Polskę na zawodach Pucharze Europy w wielobojach, zajmując w 2005 19. w zawodach Superligi, z wynikiem 7343.
Rekord życiowy w dziesięcioboju: 7343 (3.07.2005).